# Slaget vid Kolding (1658)
Slaget vid Kolding ägde rum den 25 december 1658 under Karl X Gustavs andra danska krig, som stod mellan svenska och polsk-danska trupper. Svenskarna leddes av kung Karl X Gustav, medan de polsk-danska trupperna leddes av Stefan Czarniecki. Slaget slutade med en polsk-dansk seger.